# Роменвил
Роменвил (фр. Romainville) град је у Француској, у департману Сена Сен Дени.
По подацима из 1999. године број становника у месту је био 23.779.

## Демографија
| 1962.  | 1968.  | 1975.  | 1982.  | 1990.  | 1999.  | 2011.  |
| ------ | ------ | ------ | ------ | ------ | ------ | ------ |
| 23.494 | 24.091 | 26.260 | 25.363 | 23.563 | 23.779 | 25.512 |

## Градови побратими
- Папа